# Патрик V, граф Марч
Патрик V де Данбар, 9-й граф Марч (англ. Patrick V, Earl of March; ок. 1285—1369) — крупный шотландский магнат времен правления королей Роберта I Брюса и Давида II Брюса.

## Биография
Представитель шотландского клана Данбар. Старший сын Патрика IV, графа Данбара (1242—1308), одного из претендентов на шотландский королевский престол в 1291 году. Его матерью была Марджори Комин, дочь Александра Комина, графа Бьюкена (ум. 1289), которая вела своё происхождение от короля Шотландии Дональда III.
В 1308 году после смерти своего отца Патрик V де Данбар унаследовали титулы графа Данбара и Марча. После поражения английской армии в битве при Бэннокбёрне в 1314 году Патрик де Данбар предоставил убежище и приют английскому королю Эдуарду II в замке Данбар, на восточном побережье Шотландии между Эдинбургом и Берик-апон-Туидом. На рыбацкой лодке разбитый английский монарх был переправлен в Англию. Позднее граф Марч примирился со своим двоюродным братом Робертом Брюсом и присутствовал на парламенте в городе Эр 26 апреля 1315 года, где был решен вопрос о наследовании шотландского престола.
В 1318 году Патрик де Данбар, будучи шерифом Лотиана, помогал отбить у англичан крепость Берик-апон-Туид. В 1320 году граф Данбар был одним из шотландских баронов, которые подписали письмо к папе римскому, прося его признать независимость Шотландии.
В 1332 году граф Данбар был назначен парламентом в Перте одним из хранителей королевства после смерти регента, Томаса Рэндольфа, 1-го графа Морея. Он выступал против короля Эдуарда Баллиоля в ряде сражений и стычек после битвы при Дапплин-Муре. В январе 1333 года граф Данбар был назначен губернатором замка Берик-апон-Туид, но был вынужден был капитулировать перед английской армией после поражения шотландцев в битве при Халидон-Хилле в июле 1333 года. Граф Данбар и ряд других шотландских баронов принесли оммаж королю Эдварду Баллиолю. В феврале 1334 года граф Данбар присутствовал в парламенте в Эдинбурге, где Эдуард Баллиоль уступил Англии замки Берик-апон-Туид, Данбар, Роксбург и Эдинбург, а также все южные округа Шотландии.
В 1335 году король Англии Эдуард III Плантагенет предпринял новое вторжение в Шотландию, чтобы поддержать своего ставленника на шотландского троне, Эдуарда Баллиоля. Граф Данбар помогал Джону Рэндольфу, 3-му графу Морею, разбить графа Намюрского в битве при Боромюре, в окрестностях Эдинбурга.
В 1339 году граф Данбар помогал Роберту Стюарту, лорду-стюарду Шотландии, отбить Перт, где он командовал вторым отрядом шотландской армии. В 1340 году графы Данбар и Сазерленд были разгромлены сэром Томасом Греем и сэром Робертом Маннерсом на англо-шотландской границе. 24 марта 1342 года Патрик, граф Данбар, получил охранную грамоту от короля Эдуарда III для поездки в Англию.
17 октября 1346 года Патрик, граф Данбар, командовал правым крылом шотландской армии в битве при Невиллс-Кроссе, недалеко от Дарема. В этой битве шотландская армия потерпела поражение от англичан, а король Давид II Брюс был взят в плен. Среди убитых был Джон Рэндольф, 3-й граф Морей, брат Агнессы, жены Патрика, графа Данбара.
В 1355 году Уильям, лорд Дуглас, сэр Уильям Рамсей из Далхаузи и граф Данбар совершили новое вторжение в Нортумберленд, а затем восстановили город Берик-апон-Туид. В 1357 году Патрик де Данбар был одним из шотландских послов, которые встречались с англичанами в Берике, чтобы обсудить освобождение короля Давида II Брюса, взятого в плен в битве при Невиллс-Кроссе. Впоследствии он был одним из шотландских заложников за короля Давида Брюса до тех пор, пока за него не будет выплачен выкуп. Вскоре после этого город Данбар получил статус королевского города.
В 1366 году Патрик, граф Данбар, совершил паломничество в храм Святого Томаса Бекета в Кентербери. В июне 1368 года король Давид II советовал парламенту в Сконе, чтобы были проведены консультации с графом Данбаром и Уильямом Дугласом о безопасности восточных марок. Он не присутствовал на коронации короля Роберта II Стюарта в 1371 году, поэтому предполагается, что он умер раньше. Граф Патрик де Данбар скончался около 1368 года, ему наследовал его внучатый племянник, Джордж де Данбар, 3-й граф Марч.

## Семья
Патрик, граф Данбар, был дважды женат. Его первой женой была Эмренгарда, происхождение которой неизвестно. Дети от первого брака:
- Патрик де Данбар (ум. до сентября 1351)
- Джон де Данбар (ум. до июля 1368)

Во второй раз он женился на Агнессе Рэндольф (ок. 1312—1369), дочери Томаса Рэндольфа, 1-го графа Морея (ок. 1278—1332). Второй брак был бездетным. Агнесса, графиня Данбар, прославилась мужественной обороной замка Данбар в январе-июле 1338 года. В 1346 году после смерти своего брата Джона Рэндольфа, 3-го графа Морея, Агнесса унаследовала титулы 11-й леди Аннандейла и леди острова Мэн, а также баронства Мортон и Тибберс в Нитсдейле, Мордингтон, Лонгформакус и Данс в Берикшире, Мокрум в Галлоуэй, Камнок в Эршире и Блантайр в Клайдсдейле.